# آناتولی سمنوف
آناتولی سمنوف (انگلیسی: Anatoli Semenov؛ زادهٔ ۵ مارس ۱۹۶۲) بازیکن هاکی روی یخ اهل اتحاد جماهیر شوروی سوسیالیستی بود.
وی همچنین برندهٔ جوایزی همچون جام استنلی شده‌است.
از باشگاه‌هایی که در آن بازی کرده‌است می‌توان به ادمونتون اویلرز، تمپا بی لایتنینگ، آناهایم داکس، فیلادلفیا فلایرز، و ونکوور کناکز اشاره کرد.